# ザ・ドメイン (シドニー)
ザ・ドメイン（The Domain）は、オーストラリアのシドニーにある緑地。

## 概要
シドニー王立植物園の南側に隣接しており、植物園が管理している。敷地の大半は芝生広場となっており、シドニーの大規模な野外イベントが開催される場所として知られている。敷地の東部にはニュー・サウス・ウェールズ州立美術館が立地している。

## 歴史
1788年のニューサウスウェールズ流刑地設立当初は政府農場があった所で、南米から持ち込まれたトウモロコシの種子が植えられた。シドニーの人口が増加するにつれ農場は郊外へと移転した。
1816年、ニューサウスウェールズ州総督ラックラン・マッコーリーは農場跡地に植物園を設立した。西側のマッコーリー通りに面した区画は政府の施設が建ち並ぶ官庁街となった。主な建物はニューサウスウェールズ州議事堂、シドニー造幣局、ハイド・パーク・バラックス、ニューサウスウェールズ州立図書館、シドニー病院などである。ドメインが緑地として整備されたのは1830年代である。
1999年、ニューサウスウェールズ州の文化遺産に登録された。